# Бабаєв Сухан Бабайович
Сухан Бабайович Бабаєв (нар. 25 грудня 1910, аул Юзбаши Закаспійської області, потім Каахкинського району Ашхабадської області, тепер Туркменістан — 28 листопада 1995, Туркменістан) — туркменський радянський державний і партійний діяч, Голова Ради Міністрів Туркменської РСР (1945—1951), 1-й секретар ЦК КП Туркменістану (1951—1958). Депутат Верховної Ради СРСР 2—5-го скликань. Член ЦК КПРС у 1952—1958.

## Біографія
Народився 12 (25) грудня 1910 року в родині бідного селянина, виходець з туркменського племені алілі. Батько помер у 1910 році.
З 1923 року виховувався у дитячих будинках Каахки та Ашхабада. У 1931 році закінчив Середньоазіатський технікум водного господарства у місті Ташкенті, здобув спеціальність гідротехніка.
У 1931—1935 роках — начальник Мервського районного управління водного господарства Туркменської РСР. У 1935—1937 роках — начальник Сталінського районного управління водного господарства Марийської області Туркменської РСР.
У 1937—1939 роках — начальник управління Мургабської зрошувальної системи Туркменської РСР.
Член ВКП(б) з 1939 року.
У 1939—1940 роках — начальник Марийського обласного управління водного господарства Туркменської РСР.
У 1940—1941 роках — заступник народного комісара водного господарства Туркменської РСР, керував будівництвом Султан-Бентського водосховища.
У 1941 році — народний комісар державного контролю Туркменської РСР і заступник голови Ради Народних Комісарів Туркменської РСР.
У 1941—1943 роках — слухач Вищої партійної школи при ЦК ВКП(б) у Москві.
У березні 1943 — листопаді 1945 року — 1-й секретар Чарджоуського обласного комітету КП(б) Туркменістану.
17 жовтня 1945 — 14 липня 1951 року — голова Ради Міністрів Туркменської РСР.
28 червня 1951 — 14 грудня 1958 року — 1-й секретар ЦК КП Туркменістану.
19 грудня 1958 року постановою пленуму ЦК КПРС виведений із складу членів ЦК КПРС.
З грудня 1958 року — голова радгоспу «Казанджик» Ашхабадської області Туркменської РСР.
Потім — на пенсії.

## Нагороди
- чотири ордени Леніна (11.04.1947,)
- орден Трудового Червоного Прапора (.12.1944)
- орден «Знак Пошани» (23.11.1939)
- орден Червоної Зірки
- медалі